# Ville-Marie (Montreal)
Ville-Marie ist eines von 19 Arrondissements der Stadt Montreal in der kanadischen Provinz Québec. Im Jahr 2011 zählte der 16,5 km² große Stadtbezirk 84.013 Einwohner. Ville-Marie ist das Stadtzentrum Montreals.

## Geographie
Ville-Marie liegt im Osten der Île de Montréal, zwischen dem Mont Royal und dem Sankt-Lorenz-Strom. Es handelt sich um das Stadtzentrum Montreals mit den wichtigsten Institutionen, Einrichtungen und Bauwerken. Zum Bezirk gehören auch die vorgelagerten Inseln Île Sainte-Hélène und Île Notre-Dame. Benannt ist der Bezirk nach dem 1642 errichteten Fort Ville-Marie an der Pointe-à-Callière, dem Standort der ersten französischen Siedlung. Die Bezirksgrenzen entsprechen im Wesentlichen den Stadtgrenzen Montreals im späten 19. Jahrhundert, vor den ersten Eingemeindungen.
Benachbarte Arrondissements der Stadt Montreal sind Mercier–Hochelaga-Maisonneuve im Norden, Rosemont–La Petite-Patrie im Nordwesten, Le Plateau-Mont-Royal, Outremont und Côte-des-Neiges–Notre-Dame-de-Grâce im Westen sowie Le Sud-Ouest im Süden. Darüber hinaus grenzt Ville-Marie im Südwesten an die eigenständige Gemeinde Westmount.

## Stadtteile
Trotz der großen wirtschaftlichen, institutionellen und touristischen Bedeutung des Bezirks, liegen in Ville-Marie mehrere Wohnviertel. Weitere Viertel sind gemischte Wohn- und Geschäftszonen. Die Dichte der Wohnbevölkerung ist eine der höchsten aller Stadtzentren Nordamerikas. Eine Besonderheit ist die Montrealer Untergrundstadt, ein 30 km langes Netz von Fußgängertunnels, das 35 % der Wohn- und 80 % der Büroflächen witterungsunabhängig miteinander verbindet.
- Vieux-Montréal (Altstadt)
- Quartier Sainte-Marie
- Centre-Sud mit Village gai

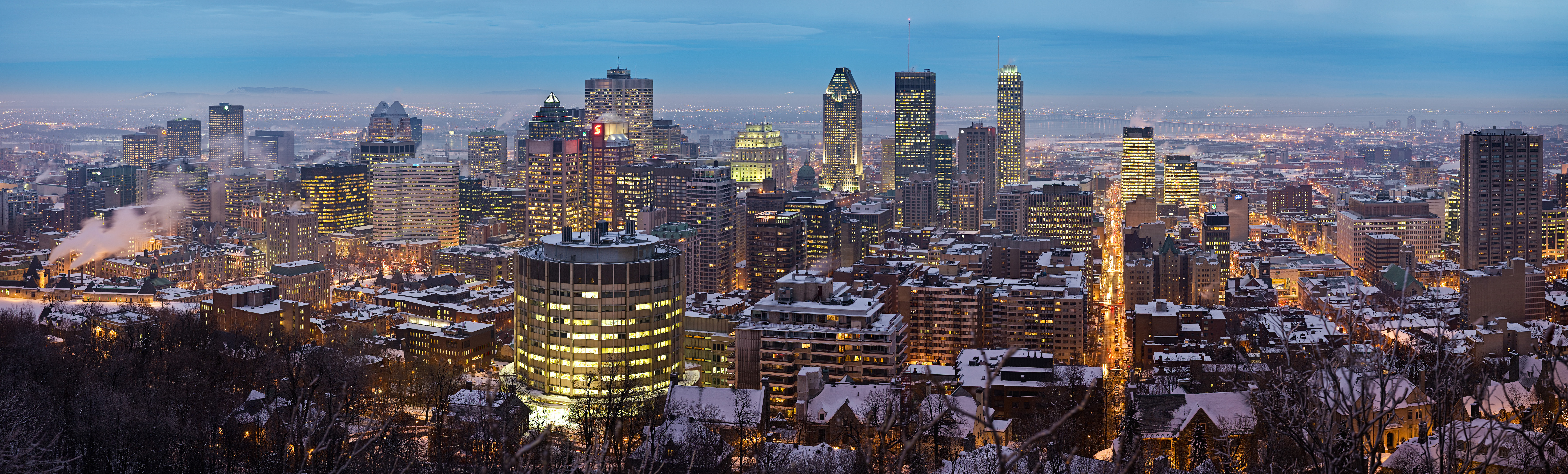
Ansicht des Stadtzentrums; der größte Teil der Szenerie liegt in Ville-Marie

- Mille carré doré („goldenes Quadrat“)
- Quartier du Musée (Museumsviertel)
- Chinatown
- Quartier Latin
- Quartier international de Montréal
- Quartier des Spectacles
- Shaughnessy Village

## Sehenswürdigkeiten
Viele von Montreals bekanntesten Sehenswürdigkeiten befinden sich in Ville-Marie. Dazu gehören die meisten Wolkenkratzer wie 1000 de La Gauchetière, 1250 René-Lévesque, Tour de la Bourse, Place Ville-Marie, Édifice Sun Life oder Maison de Radio-Canada.
Ebenfalls in Ville-Marie befinden sich drei von vier Universitäten – McGill University, Concordia University und UQAM, die Grande Bibliothèque, das Rathaus, der Marché Bonsecours sowie drei Basiliken – Marie-Reine-du-Monde de Montréal, Notre-Dame de Montréal und Saint-Patrick de Montréal. Bedeutende Parkanlagen und Erholungsgebiete sind unter anderem der Parc du Mont-Royal, der Parc Jean-Drapeau (Standort der Weltausstellung Expo 67), Square Dorchester, Place du Canada und der Alte Hafen.

## Bevölkerung
Gemäß der Volkszählung 2011 zählte Ville-Marie 84.013 Einwohner, was einer Bevölkerungsdichte von 5092 Einwohnern/km² entspricht. Von den Befragten gaben 50,3 % Französisch und 16,8 % Englisch als Muttersprache an. Weitere bedeutende Sprachen sind unter anderem Arabisch (6,7 %), Chinesisch (6,6 %), Spanisch (4,5 %) und Persisch (1,9 %).